# Tunnel de Thorold
Le tunnel de Thorold ((en) Thorold Tunnel) est un tunnel passant sous le canal Welland à Thorold en Ontario. Construit entre 1965 à 1967, le tunnel est d'une longueur de 840 mètres et consiste en deux tubes distinct composés de deux voies pour la circulation. Le tube en direction ouest est muni d'un trottoir pour les piétons.
Il s'agit d'un des trois tunnel permettant le passage sous le tunnel Welland (les deux autres étant Main Street et Townline Tunnels dans la ville de Welland). Il est également le seul tunnel construit après l'ouverture du canal.
Le tunnel a été utilisé comme scène de tournages, entre autres pour la série télévisée américaine American Gothic et pour le film Highwaymen.